# Hitoshi Nozaki

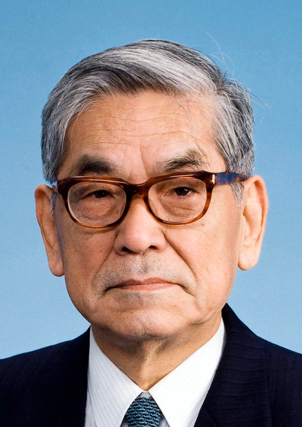
Hitoshi Nozaki

Hitoshi Nozaki (* 1922 in Okayama; † 25. September 2019) war ein japanischer Chemiker (Organische Chemie). Er wurde bekannt durch die Nozaki-Hiyama-Kishi-Reaktion, eine metallkatalysierte Kupplungsreaktion, die wichtig für die moderne metallorganische Chemie wurde. Sie ist zusätzlich nach Tamejiro Hiyama und Yoshito Kishi benannt.

## Biografie
Nozaki studierte ab 1943 an der Universität Kyōto, an der er auch promovierte und Professor wurde (volle Professur ab 1963). 1985 wurde er in Kyoto emeritiert und war danach (bis 1996) Professor an der Universität Okayama.
Zu seinen Schülern gehörten der Nobelpreisträger Ryoji Noyori, Yoshito Kishi und Tamejiro Hiyama (ab 1972 sein Assistent).

## Werk
Er befasste sich mit organischer Synthese und galt in Japan als Doyen der organischen Chemie. Unter anderem befasste er sich mit der Synthese von Terpenen.
Die Nozaki-Hiyama-Kishi-Reaktion zur Synthese von Aldehyden entwickelte er mit Hiyama 1977. Sie war in gewisser Weise das Chrom-Analogon der auf Magnesium beruhenden Grignard-Reaktion, reagierte aber im Gegensatz zu dieser sehr selektiv mit Aldehyden und toleriert im Gegensatz zur Grignard-Reaktion eine Reihe funktioneller Gruppen, was sie breiter anwendbar macht. Probleme mit der Reproduzierbarkeit wurden von Nozaki und Hiyama in Verbindung mit der Gruppe von Yoshito Kishi auf die Notwendigkeit eines kleinen Nickelzusatzes zurückgeführt.

## Ehrungen und Mitgliedschaften
1979 erhielt er den Preis der Chemistry Society of Japan, 1986 den Preis der Japan Academy, 1986 die Medaille mit Purpurband, 1992 den Orden des heiligen Schatzes und 1999 wurde er Mitglied der Japan Academy. 1993 erhielt er den Spezialpreis der japanischen Gesellschaft für synthetische organische Chemie. 1985/86 war er Präsident der japanischen Gesellschaft für synthetische organische Chemie.

## Schriften (Auswahl)
Außer den in den Fußnoten zitierten Arbeiten.
- mit T. Hiyama, K. Takai, K. Kimura, T. Kuroda: Selective grignard-type carbonyl addition of alkenyl halides mediated by chromium(II) chloride, Tetrahedron Letters, Band 24, 1983, S. 5281–5284